# Тиринт
Тиринт (на старогръцки: Τίρυνς, на гръцки: Τίρυνθα Tíryntha; на латински: Tiryns) е древен град на полуостров Пелопонес на 7 км югоизточно от Аргос и няколко километра на север от Навплио в Арголида, един от най-важните центрове през бронзовата епоха в Европа.
Тиринт заедно с Микена са обявени за обект на Световното културно наследство през 1999 г..

## История
Тиринт е основан през ХІV век пр. Хр. от Пройт (брат-близнак на Акрисий), който според преданията избира Тиринт за своя столица и построява укрепление спомощта на циклопите.
Най-голям разцвет достига след 1600 г. пр.н.е. когато е един от значимите градове-държави на микенската цивилизация. Установено е, че към 1300 пр.н.е. цитаделата и градът извън нея покриват 20 – 25 хектара и в него живеят 10 000 души. През 1200 пр.н.е. градът е разрушен, но въпреки това населението му продължава да се увеличава и към 1150 пр.н.е. има население от 15 000.
След залеза на микенската цивилизация градът запада и когато през 2 век го посещава Павзаний, е напълно изоставен.

## Разкопки
През 19 век започват археологически разкопки, като Хайнрих Шлиман работи тук през 1884 – 1885 г. с надежда да свърже в единно цяло вече намерените находки в Троя и Микена, но не постига голям успех. Разкопките са продължени след това от екипи от Германския археологически институт в Атина и Хайделбергския университет.

## Описание
Градът е разположен на висока 30 м варовикова скала, която е около 300 м дълга и 40 – 100 м широка. Селището било населено от около 5000 г. пр.н.е. в неолита. През третото хилядолетие пр.н.е. Тиринт достига разцвета си между 1400 и 1200 пр.н.е., когато заема важно място в микенската култура и в Арголида. Най-забележителни са дворецът, неговите дебели крепостни стени с циклопска зидария и тунели, водещи към складове и работилници. Тези мощни стени карат Омир да го нарече „Тиринт укрепений“. Стените обграждат Горна, Средна и Долна цитадели и имат общ периметър от около 750 метра, а височината им варира между 4,50 и 7 м.
Прочутият мегарон на двореца в Тиринт има голяма приемна зала, в която отдясно до стената се е намирал трон а в центъра е имало огнище, оградено с четири дървени колони от пода до покрива в минойски стил. Две от трите стени на мегарона са вградени по-късно в храм на Хера от архаичния период.